# Endurance: Shackleton's Incredible Voyage
Endurance: Shackleton's Incredible Voyage (en español: Endurance: El increíble viaje de Sir Ernest Shackleton) es un libro escrito por Alfred Lansing. Fue publicado por primera vez en 1959.
El libro narra el fracaso de la Expedición Imperial Transantártica liderada por Sir Ernest Shackleton en su intento de cruzar el continente antártico en 1914 y la subsiguiente lucha por la supervivencia que soportaron los veintiocho tripulantes durante casi dos años. El título del libro se refiere al barco que usó Shackleton para la expedición, el Endurance. La nave fue finalmente aplastada por témpanos de hielo en el mar de Weddell, dejando a los hombres varados en el hielo. La tripulación se dejó llevar por el hielo durante poco más de un año. Pudieron lanzar sus barcos y de alguna manera lograron llegar de manera segura a la isla Elefante. Shackleton condujo a una tripulación de cinco personas a bordo del James Caird a través del Pasaje Drake y milagrosamente llegó a la isla de Georgia del Sur a 650 millas náuticas. Luego llevó a dos de esos hombres al primer cruce terrestre exitoso de la isla. Tres meses más tarde finalmente pudo rescatar a los miembros restantes de la tripulación que habían dejado atrás en isla Elefante.
Prácticamente todos los diarios guardados durante la expedición se pusieron a disposición del autor y casi todos los miembros supervivientes al momento de escribir se sometieron a largas entrevistas. La contribución más importante vino del Dr. Alexander Macklin, uno de los cirujanos de la nave, que le proporcionó a Lansing muchos diarios, una descripción detallada del peligroso viaje que la tripulación hizo a isla Elefante, y meses de consejos.